# زمستان (آلبوم)
زمستان نام آلبومی موسیقی است با صدای شهرام ناظری و آهنگ سازی محمدرضا درویشی در ۲۸ سالگی و کلام آن از شعر زمستان اثر مهدی اخوان ثالث در سال ۱۳۶۹ اجرا شده‌است. این آلبوم یکی از مهم‌ترین اجراهای این شعر است و محمدرضا درویشی این آلبوم را در سال ۱۳۶۹ به شکل ارکسترال آهنگسازی کرده‌است.
این آلبوم مشتمل بر ۶ قطعه و مدت زمان ۲۳:۰۱ ثانیه ساخته شده‌است. یادآوری این نکته ضروریست که ملودی قسمت‌های آوازی این اثر ساخته آقای شهرام ناظری است.
موسیقی زمستان توصیفی است. این توصیف از دو زاویه انجام شده یکی بازسازی تصویرهای شعر که عمدتاً به وسیله خط آواز و بخشی از مطالب که این خط را در بر می‌گیرد انجام شده و دیگری بازسازی مفهوم «زمستان» که کلی تر و در برگیرنده ابعادی بمراتب وسیع تر از ابعاد شعر است. این دو شکل توصیفی در طول قطعه در یک جنگ و گریز دایمی بوده و برخی لحظه‌ها در تقابل یکدیگر قرار می‌گیرند. از این رو محتوای «زمستان» روندی پر تضاد را با توجه به دو شکل توصیفی فوق در بر می‌گیرد.
این اثر با انتقادهای متعددی روبه‌رو شد از جمله در رابطه با تلفیق شعر و موسیقی‌اش. موسیقی کلاسیک ایران، تجربه چندانی را در همراهی با شعر نیمایی از سر نگذرانده بود و از همین رو، ناظری نیز با اشاره به همین تازگی، متواضعانه، موسیقی «زمستان» را باارزش اما تلفیق آن را با شعر دچار مشکل می‌داند: «پیش از همه، ما متوجه این مشکلات شدیم و به همین دلیل من رغبت چندانی به انتشار این نوار نداشتم».

## لینک به بیرون
- تارنمای شهرام ناظری